# LG Optimus L9
LG Optimus L9 (модельний номер  — P765)  — смартфон, розроблений компанією LG Group, анонсований 29 серпня 2012 року. Виходить із операційною системою Android Ice Cream Sandwich.

## Огляд приладу
- Огляд LG Optimus L9 [Архівовано 12 листопада 2012 у Wayback Machine.] на TechRadar (англ.)
- Огляд LG Optimus L9: доступний двоядерний пристрій на Android 4.0 [Архівовано 25 жовтня 2012 у Wayback Machine.] на CNET (англ.)

## Відео
- Фільм про продукт LG Optimus L9 (P760) [Архівовано 25 липня 2013 у Wayback Machine.] (англ.)
- Огляд LG Optimus L9 hands на IFA Berlin 2012 (англ.)